# El-Trans

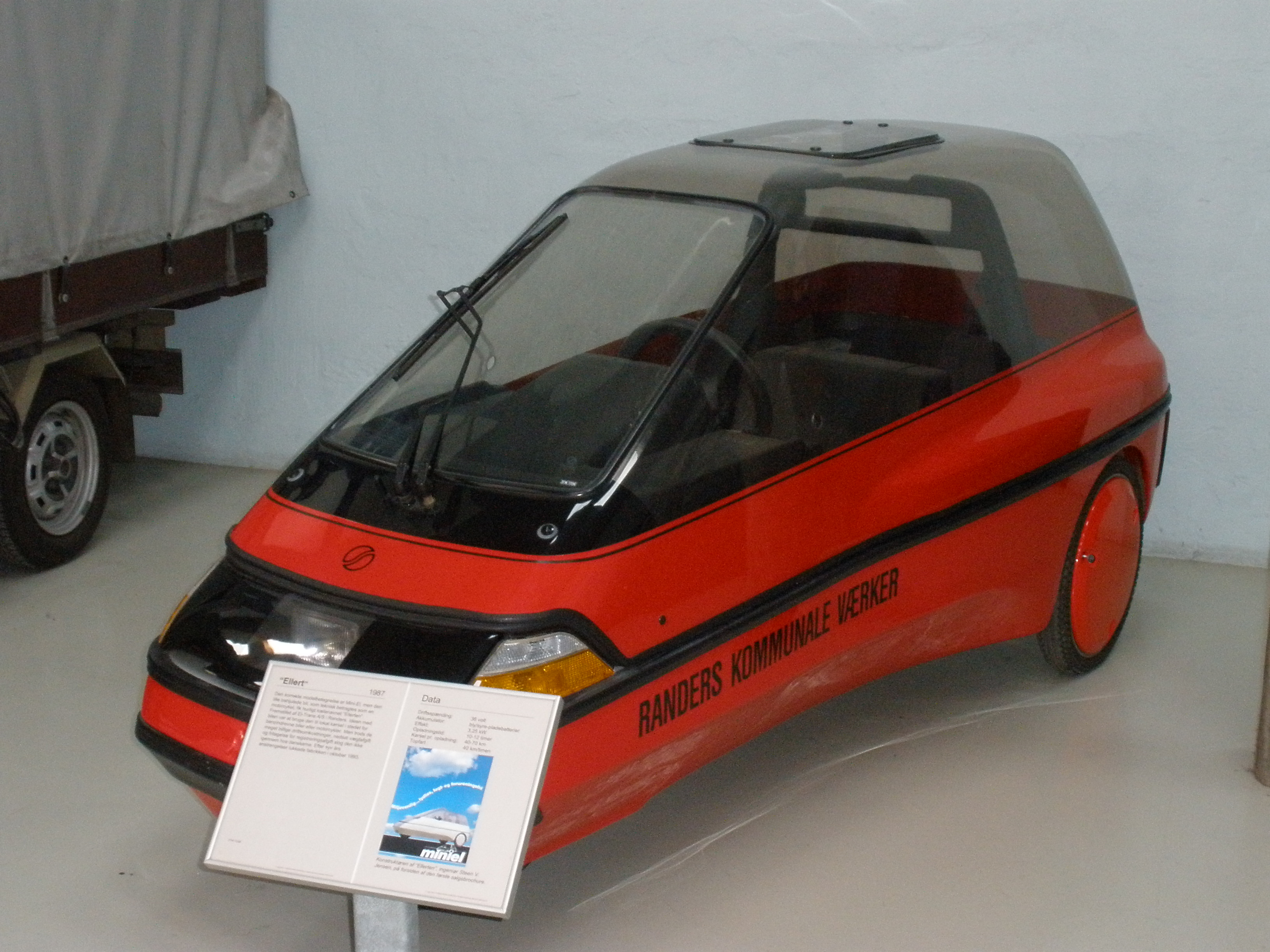
CityEL von 1987

El-Trans AS war ein dänischer Hersteller von Automobilen.

## Unternehmensgeschichte
Das Unternehmen aus Randers begann 1987 unter der Leitung von Steen V. Jensen mit der Produktion von Automobilen. Der Markenname lautete zunächst Mini-El, später City-El. 1995 endete die Produktion in Dänemark. CityCom Elektromobile GmbH aus Aub übernahm die Produktionsanlagen. Später wurde daraus die Smiles AG.

## Fahrzeuge
Das einzige Modell war der Mini-El, später umbenannt in City-El. Dies war ein Kleinstwagen mit Elektromotor.